# Abraham ben Joszijahu
Abraham ben Jozjasz (także ben Joszijahu; ur. 1636 w Trokach, zm. 1687 lub 1688) – lekarz, uczony, poeta i mistyk karaimski. Był lekarzem nadwornym królów polskich, w tym Jana III Sobieskiego. Autor rozpraw w języku hebrajskim oraz poezji liturgicznej.

## Życiorys
Urodził się w 1636 roku w Trokach. Większość informacji na temat jego życia i twórczości pochodzi od późniejszych autorów. Autor traktatów o tematyce medycznej, m.in. napisanych po hebrajsku dzieł Ocar ha-am (dosł. Skarb narodu) oraz traktatu religijnego Bejt Awraham (dosł. Dom Abrahama), a także łacińskiego rękopisu Pas jeda poświęconego różnym zagadnieniom naukowym. W obrębie Siduru karaimskiego znajdują się hymny na cześć szabatu jego autorstwa.